# Mischocyttarus wygodzinskyi
Mischocyttarus wygodzinskyi är en getingart som beskrevs av Zikan 1949. Mischocyttarus wygodzinskyi ingår i släktet Mischocyttarus och familjen getingar. Inga underarter finns listade i Catalogue of Life.